# Sankt Peter und Paul (Magdeburg)
Sankt Peter und Paul war ein Kollegiatstift in der heute zu Magdeburg gehörenden Neustadt.
Die Gründung des Stifts erfolgte im Jahr 1200 durch den Magdeburger Erzbischof Ludolf von Kroppenstedt. Zunächst befand sich die Anlage südlich des Magdeburger Doms in der damaligen Sudenburg. In den Jahren 1228/1229 wurde das Stift unter Erzbischof Albrecht I. von Käfernburg mit den aus Hundisburg und Seeburg in die nördliche Vorstadt von Magdeburg, der Neustadt, verlagerten Stiften vereint. Standort der Anlage war seitdem die Neustadt, etwa im Bereich der heutigen, nach dem Stift benannten, Peter-Paul-Straße. Geographische Lage (geschätzt): 52° 8′ 38,8″ N, 11° 39′ 16,6″ O.
Das Stift besaß Besitzungen in der näheren Umgebung, so zumindest auch in Olvenstedt.
Bei der Zerstörung Magdeburgs im Dreißigjährigen Krieg wurde auch das Stift Peter und Paul vernichtet.